# Oscar De Cock
Oscar De Cock, belgijski veslač, * 1881, † ?.
De Cock je veslal za Royal Club Nautique de Gand, za katerega je na Poletnih olimpijskih igrah 1900 v Parizu osvojil srebrno medaljo.